# 空港/雪化粧
『空港/雪化粧』（くうこう/ゆきげしょう）は、テレサ・テンの日本での初のオリジナル・アルバム（ファースト・アルバム）である。1974年10月21日にポリドール・レコードからLP盤（レコード品番：MR 2259）形式で最新シングル「雪化粧」と同時リリースされた。シングル曲と他人の歌のカバーが半分ずつ交互に全12曲収録。

## 概要
A面はデビューシングル曲「今夜かしら明日かしら」、大ヒット曲「空港」と最新シングル「雪化粧」の全ての楽曲を収録。B面は他人の歌をカバーした楽曲が収録されている。
佐々木幸男がプロデューサー、武藤義がジャケット撮影を務めている。全曲の演奏はケニー・ウッド・オーケストラが担当。
2006年4月12日にユニバーサルミュージックよりCD化（規格品番：UPCY-6126）された。

## 収録曲
| #         | タイトル                   | 作詞                        | 作曲      | 編曲       | 時間  |
| --------- | -------------------------- | --------------------------- | --------- | ---------- | ----- |
| A1.       | 「空港」                   | 山上路夫                    | 猪俣公章  | 森岡賢一郎 | 3:45  |
| A2.       | 「遠くから愛をこめて」     | 山上路夫                    | 猪俣公章  | 森岡賢一郎 | 3:54  |
| A3.       | 「今夜かしら明日かしら」   | 山上路夫                    | 筒美京平  | 高田弘     | 2:58  |
| A4.       | 「はぐれた小鳩」           | 山上路夫                    | 猪俣公章  | 森岡賢一郎 | 3:48  |
| A5.       | 「雨にぬれた花」           | 山上路夫                    | 筒美京平  | 高田弘     | 3:20  |
| A6.       | 「雪化粧」                 | 山上路夫                    | 猪俣公章  | 森岡賢一郎 | 3:40  |
| B1.       | 「港町ブルース」           | 深津武志 なかにし礼（補作） | 猪俣公章  | 森岡賢一郎 | 4:18  |
| B2.       | 「グッドバイ・マイ・ラブ」 | なかにし礼                  | 平尾昌晃  | 森岡賢一郎 | 3:28  |
| B3.       | 「二人でお酒を」           | 山上路夫                    | 平尾昌晃  | 森岡賢一郎 | 3:39  |
| B4.       | 「東京ブルース」           | 水木かおる                  | 藤原秀行  | 森岡賢一郎 | 4:28  |
| B5.       | 「逃避行」                 | 千家和也                    | 都倉俊一  | 森岡賢一郎 | 3:23  |
| B6.       | 「あなた」                 | 小坂明子                    | 小坂明子  | 森岡賢一郎 | 4:36  |
| 合計時間: | 合計時間:                  | 合計時間:                   | 合計時間: | 合計時間:  | 45:17 |